# Politisk musik
Politisk musik er ikke en musikgenre, men en tekstgenre.
Det var først i slutningen af 1940'erne, man begyndte at lave politisk musik.[kilde mangler] En af de mest kendte er Bob Dylan, selvom han ikke selv tilhørte nogen politisk side, havde mange af hans sange politiske budskaber. 
I dag findes der mange bands og sangere som skriver og laver politisk musik. Forsangeren fra det berømte irske rock-band U2, Bono, er en af de mest politisk engagerede fra musikverdenen.
Andre bands laver politisk musik for at belyse specielle politiske emner. Det armensk/amerikanske band System Of A Down har lavet en del numre, der omhandler, hvordan Tyrkiet benægter at have begået folkedrab på det armenske folk under Første Verdenskrig. 
I Danmark kender vi til politisk musik fra især den socialistiske musikgruppe Røde Mor, mens f.eks. rockgruppen Free To Choose har lavet borgerlig politisk musik i Danmark. Af den kuriøse slags finder vi fra dansktoppen i 1971, hvor John Mogensen udgav sangen Der er noget galt i Danmark, hvilket fik Erhard Jakobsen til at udsende et modsvar, sangen Dybbøl Mølle maler stadig – dette svar var også politisk musik!
De fleste bruger musikken til at få deres budskab frem til masserne, andre skriver bare politisk musik, fordi de ikke har andre muligheder for at udtrykke sig politisk.